# Потёмкинская улица (Санкт-Петербург)
Потёмкинская у́лица — улица в Центральном районе Санкт-Петербурга. Проходит от Воскресенской набережной до Кирочной улицы.

## История
Потёмкинская улица появилась на картах города в конце XVIII века. Исторически соединяла Кирочную и Шпалерную улицы. Застройка этого района происходила во второй половине XVIII столетия, это была стандартная для 1739—1743 годов планировка военного городка: проспект пересекался небольшими улицами, на которых селились военные Кавалергардского полка.
К 1800 году улица была полностью застроена, наиболее известными зданиями стали манеж Кавалергардского полка и Таврический дворец с Таврическим садом.
За время существования неоднократно менялось название улицы:
- В 1776 по 1792 год она называлась Артиллерийская Поперечная улица;
- С 1798 по 5 марта 1871 года существовала под названием Таврическая улица;
- 5 марта 1871 года приобрела современное название — Потёмкинская улица.

## География

### Здания и сооружения
С севера на юг (по нумерации домов):
- дом 2, литеры А, Б, В — бывший дом садовника, современный выставочный зал «Цветы»[источник не указан 735 дней]  781510319430026
- дом 3 (Потемкинская, 3 / Захарьевская, 41) — доходный дом К. А. Шрейбера (1906—1907 год, архитектор В. И. Ван-дер-Гюхт)
- дом 4 — киноцентр «Ленинград», с 2014 года — мультиформатный культурный центр «Ленинград-Центр»[4]
- Таврический сад (чётная сторона улицы):

1. Памятник В. И. Ленину
2. Памятник П. И. Чайковскому
3. Памятник С. Есенину

### Пересечения
Потёмкинская улица пересекает или граничит со следующими проспектами, улицами и переулками:
- Кирочная улица
- Фурштатская улица
- улица Чайковского
- Захарьевская улица
- Шпалерная улица
- Воскресенская набережная